# كريستيان جوردان
كريستيان جوردان (بالفرنسية: Christian Jourdan)‏ ولد بتاريخ 31 ديسمبر 1954 في فرنسا، هو دراج فرنسي سابق.

## روابط خارجية
- كريستيان جوردان على موقع أرشيف الدراجات (الإنجليزية)
- كريستيان جوردان على موقع إحصائيات الدراجات الإحترافية (الإنجليزية)
- كريستيان جوردان على موقع CycleBase (الإنجليزية)
- كريستيان جوردان على موقع أوليمبيديا (الإنجليزية)